# Avalanche (canção)
"Avalanche" é uma canção da banda de rock britânica Bring Me the Horizon. Produzida pelo tecladista Jordan Fish e pelo vocalista Oliver Sykes, foi apresentada no quinto álbum de estúdio da banda, That's the Spirit, de 2015. A música também foi lançada como o sexto single do álbum em 27 de junho de 2016, alcançando a posição 97 na UK Singles Chart e a sétima posição na UK Rock & Metal Singles Chart.

## Promoção e lançamento
A primeira prévia de "Avalanche" foi lançada em 31 de agosto de 2015 na forma de um trailer de 30 segundos, ao lado de outro para a canção "What You Need". A música completa estreou no programa de Annie Mac na BBC Radio 1 em 9 de setembro, dois dias antes do lançamento de That's the Spirit. "Avalanche" não foi tocada ao vivo até 22 de abril de 2016, quando recebeu sua estreia ao vivo (junto com a faixa de encerramento do That's the Spirit "Oh No") na apresentação da banda no Royal Albert Hall com a Parallax Orchestra, que foi gravada e lançada em dezembro no álbum ao vivo Live at the Royal Albert Hall. Desde então, a faixa fez diversas aparições nas apresentações ao vivo da banda.

## Composição e letras
De acordo com o vocalista do Bring Me the Horizon, Oliver Sykes, "Avalanche" é a tentativa da banda de criar "um hino de estádio" no estilo de bandas como U2. O tecladista Jordan Fish ecoou a influência do "rock de arena" dos anos 1980 na música, que Sykes afirmou não ter a intenção de apenas "tornar-se grande". O escritor do Rock Sound, Andy Biddulph, descreveu que a música apresenta "rock estrondoso e panorâmico" e "letras poderosas" e comparou seu estilo ao do Linkin Park, particularmente em termos de seus "enormes e abertos acordes e a performance vocal arrebatadora de Oli". David Renshaw, da NME, observou os "refrões cantantes e a produção expansiva e dinâmica" da música, comparando-a nesses aspectos a "Throne".
Liricamente, "Avalanche" é uma música sobre transtorno do déficit de atenção e hiperatividade (TDAH), com o qual Sykes foi diagnosticado antes do lançamento de That's the Spirit. Identificando o diagnóstico como um fator em sua recuperação do vício em drogas, sobre o vocalista notou o trecho da letra "Cut me open and tell me what's inside" (Corte, abra-me e me conte o que há dentro) como um indicativo de seu estado de espírito no momento em que escreveu a canção. Em uma resenha do álbum para a Alternative Press, Tom Bryant propôs que a letra e a música se justapusessem, descrevendo a música como "melancólica, épica e edificante ao mesmo tempo: Sykes canta "I feel like suicide" (sinto-me suicida), mas os sintetizadores em crescimento atrás dele parecem dizer: "Oh, anime-se."" Maria Sherman do Fuse percebeu um "refrão autodepreciativo".
Em um programa da Reddit AMA ("Ask Me Anything"), o baixista Matt Kean revelou que "Avalanche" era sua música favorita em That's the Spirit. Fish também afirmou que era "provavelmente [sua] favorita" em uma entrevista de 2016, apesar de anteriormente ter preferido a abertura do álbum "Doomed".

## Videoclipe
O videoclipe de "Avalanche" foi lançado em 23 de junho de 2016. Dirigido por Tom Sykes, irmão do vocalista da banda, apresenta imagens do Bring Me the Horizon se apresentando ao vivo em vários shows ao longo do início de 2016, incluindo o show marcante no Royal Albert Hall em abril. Chad Childers, do Loudwire, destacou que o vídeo "apresenta uma mistura de cenas diurnas e noturnas, com as apresentações noturnas dando aos espectadores um vislumbre da parede de luz que normalmente apoia a banda no palco. Você também vê toda a energia e vibração de um show do Bring Me the Horizon, completo com uma multidão se separando e montando um muro da morte". Falando sobre o vídeo, o diretor Sykes descreveu o processo de produção como "muito trabalhoso, mas extremamente gratificante", acrescentando que os irmãos criaram posteriormente uma empresa chamada Fun Blood para trabalharem juntos em mais projetos no futuro.

## Recepção critica
A resposta da mídia a "Avalanche" foi geralmente positiva. Andy Biddulph do Rock Sound elogiou "Avalanche" como uma "balada melancólica e carregada de cordas", alegando que está "pronta para explosões de pirotecnia e arenas esgotadas". Tom Bryant, da Alternative Press, afirmou que isso refletia a mensagem geral do álbum: "Está tudo ferrado, mas o que você vai fazer a respeito?" Chad Childers, da Loudwire, descreveu a faixa como "uma das canções mais de hino do catálogo da banda". Amy Gravelle do Gigwise comparou-o a Bullet for My Valentine por seus "licks de guitarra cansativos" e "construções de corais", mas criticou seu "erro crasso", chamando-o de uma "calmaria decepcionante".

## Desempenho comercial
"Avalanche" entrou na UK Rock & Metal Singles Chart em sétimo lugar em 18 de setembro de 2015 seguindo o lançamento de That's the Spirit, quando também se registrou na UK Singles Chart principal por uma semana no número 97. A música permaneceu no top 40 do UK Rock & Metal Singles Chart até dezembro. Nos Estados Unidos, a faixa alcançou a posição 32 na parada Billboard Twitter Top Tracks.

## Créditos
Créditos adaptados do Tidal.
| Bring Me the Horizon - Oliver Sykes – vocais principais, produção, composição, programação - Lee Malia – guitarra, composição - Matt Kean – baixo, composição - Matt Nicholls – bateria, composição - Jordan Fish – teclados, sintetizadores, programação, percussão, vocais de apoio, produção, composição, engenharia Músicos adicionais - Maddie Cutter – violoncelo - Will Harvey – violino | Produtores adicionais - Al Groves – engenharia - Sam Winfield – engenharia - Nikos Goudinakis – engenheiro assistente - Ted Jensen – masterização - Dan Lancaster – mixagem |

## Paradas
| Parada (2015)                     | Posição de pico |
| --------------------------------- | --------------- |
| UK Singles (OCC)                  | 97              |
| UK Rock & Metal (OCC)             | 7               |
| US Twitter Top Tracks (Billboard) | 32              |